# Hrabstwo Lancaster (Wirginia)

Piramida wieku hrabstwa

Hrabstwo Lancaster – hrabstwo w USA, w stanie Wirginia, według spisu z 2000 roku liczba ludności wynosiła 11567. Siedzibą hrabstwa jest Lancaster.

## Geografia
Według spisu hrabstwo zajmuje powierzchnię 599 km², z czego 345 km² stanowią lądy, a 254 km² – wody.

### Miasta
- Irvington
- White Stone